# 曽根敏夫
曽根 敏夫（そね としお、1935年 - ）は、日本の音響学者、東北大学名誉教授、秋田県立大学名誉教授。専攻は音饗学、環境工学、情報通信工学。

## 戦後日本と科学技術の発展
曽根が生まれた1935年（昭和10年）は世界恐慌の余波が残る中で日本が戦時体制へと向かっていた時期であった。その後、太平洋戦争が勃発し、日本は敗戦をむかえる。戦後、日本はGHQによる占領政策のもとで復興を進め、1950年代には高度経済成長の兆しが見え始める。この時期、科学技術の発展が日本の産業復興を支える重要な要素となり、特に電気、通信、音響といった分野での研究が加速していった。　　

## 経歴
1935年（昭和10年）宮城県に生まれる。1953年（昭和28年）に宮城県古川高等学校卒業。1958年（昭和33年）東北大学工学部電気工学科卒業。戦後復興期、日本は工業化を推進し、通信技術や電子工学の発展が進む中で、東北大学もその中心的な役割を果たしていた。1963年（昭和38年）東北大学大学院工学研究科博士課程修了（工学博士取得）この時期、日本は東京オリンピック（1964年）に向けて社会のインフラの整備を進めており、音響工学の発展も求められていた。1980年～1999年東北大学電気通信研究所教授。1980年代、日本は「ジャパン・アズ・ナンバーワン」と称されるほど技術立国としての地位を確立し、音響工学もハイテク産業の発展とともに重要視されるようになる。1999年東北大学を定年退官後、秋田県立大学教授に就任。高度経済成長期、日本は新幹線・高速道路の建設、都市開発などを進める中で、騒音問題が社会的課題となった。その解決に向けて騒音・振動制御の研究を推進した。また、1980年代以降の情報化社会の進展に伴い、音声認識技術や音響データ処理技術が発展し、曽根の研究もこれらの分野に大きく関与し、聴覚補償や騒音制御といった社会的に重要な課題に取り組み、日本音響学会や米国音響学会でも評価された。

## 受賞歴
- 1992年 日本音響学会佐藤論文賞
- 1994年 日本音響学会佐藤論文賞
- 1998年 河北文化賞
- 2004年 日本騒音制御工学会研究功績賞